# Айзък Озбърн
Айзък Озбърн (Isaac Osbourne) е английски футболист, състезаващ се за Ковънтри Сити. Може да играе като десен бек, но любимата му позиция е в центъра на халфовата линия. Той е по-голям брат на полузащитника от Астън Вила Айзая Озбърн.
През сезон 2002/2003 се спечелва място в първия състав на Ковънтри, като тогава е на 16 години. През 2005 г. печели „Награда млад играч на година“.